# Toyota Yaris Cross
De Toyota Yaris Cross is een SUV-achtige variant van de standaard Yaris en staat op hetzelfde TNGA-B-platform. Op de Tokyo Motor Show van 2016 toonde Toyota Heavy Industries de Toyota ViRa conceptauto. Dit model is een fusie van de Yaris (Vitz in Japan; Vi) en de RAV4 (Ra).

## Japan
Toyota lanceerde de Yaris Cross op 31 augustus 2020 in Japan. De Yaris Cross is daar verkrijgbaar in acht carrosseriekleuren, en zeven bi-tone kleuren. De Yaris Cross is in Japan uitvoerbaar met de 1,5 liter M15A-FKS driecilinder lijnmotor, met handversnellingsbak of CVT, zowel met voorwiel- als vierwielaandrijving. Daarnaast is de Yaris Cross Hybrid uitvoerbaar met de 1,5 liter M15A-FXE hybride driecilinder lijnmotor in combinatie met een elektromotor, ook met voorwiel- en vierwielaandrijving (E-Four).
Toyota lanceerde tegelijk met de introductie van de Yaris Cross in Japan een productlijn met Gazoo Racing-onderdelen. De productlijn wordt de 'Functional Edge'-stijl genoemd, en bestaat onder andere uit spatlappen, lichtmetalen velgen en aerodynamische carrosseriedelen.

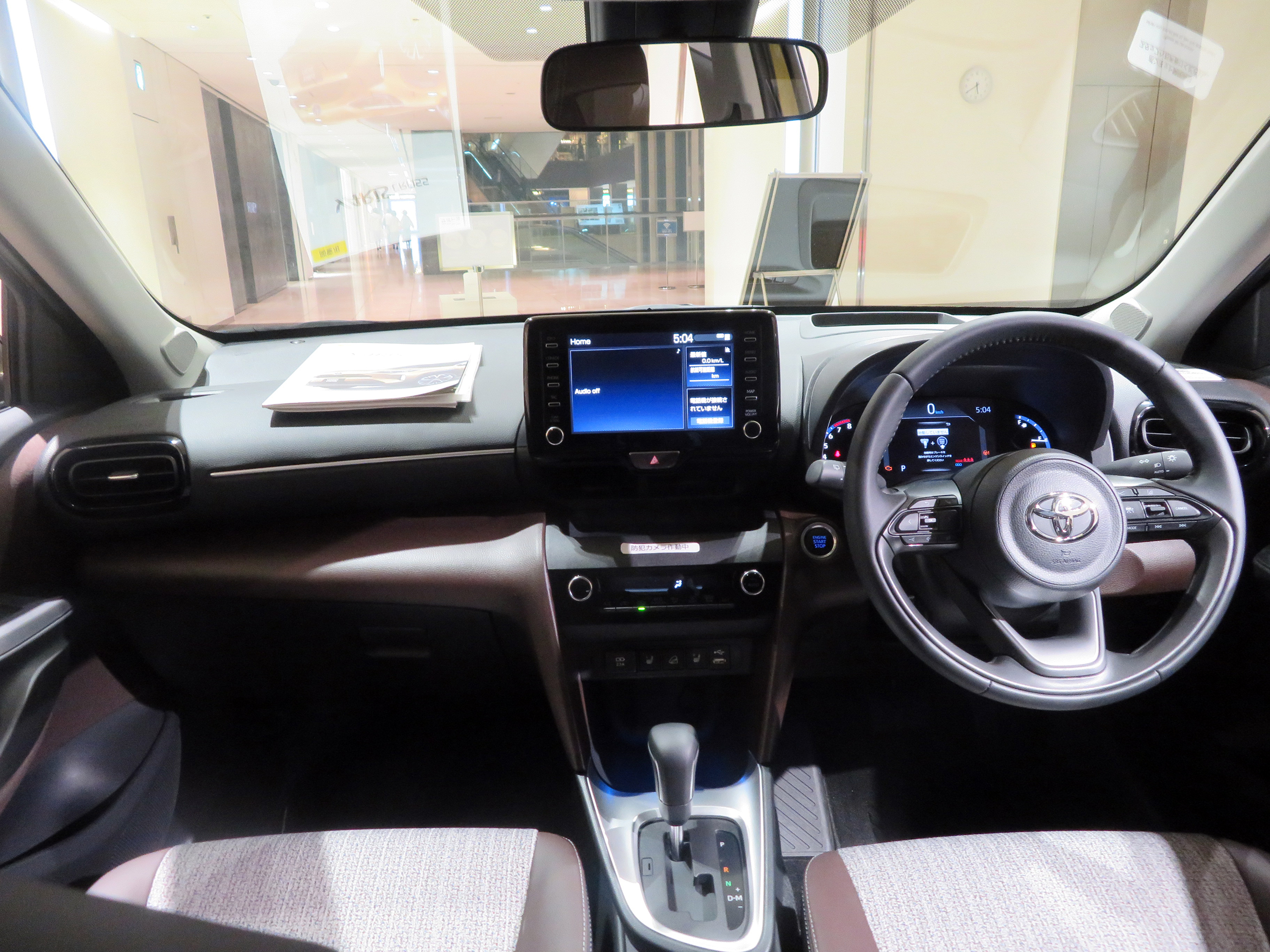
Interieur rechtsgestuurde Yaris Cross

Modellista (Toyota Customizing & Development) introduceerde op 31 augustus 2020 stylingsproducten voor het interieur en de carrosserie. Ze toonden de 'Advance Robust' en 'Elegant Ice' stijlen. Deze producten voegen onder andere verbrede wielkasten, spoilers, side skirts, grotere lichtmetalen velgen en andere aankleding toe speciaal voor de Japanse markt.

## Europa
Sinds juli 2021 is de productie van dit model gestart in de fabriek van Toyota Motor Manufacturing France (TMMF) in het Franse Valenciennes. Het model is speciaal voor Europese markt aangepast, waar veel vraag is naar dergelijke SUV's. De eerste verkopen begonnen in Nederland vanaf medio september 2021. Er werden in dat jaar volgens de RDW 1516 exemplaren verkocht, terwijl dat er in 2022 5989 waren. 96% van de verkochte exemplaren was uitgerust met de combinatie benzinemotor + elektromotor. Bij deze combinatie wordt een CVT als automaat geleverd, waardoor relatief zeer lage brandstofverbruikscijfers worden gerealiseerd.
Personenauto's (leverbaar): Aygo · bZ4X · Camry · Corolla · C-HR · Highlander · Land Cruiser · Mirai · Prius · RAV4 · (GR) Supra · Yaris · Yaris Cross

Bedrijfswagens: Hilux · Proace

Niet meer leverbaar: 1000 · 2000GT · 4Runner · Auris · Avensis · Avensis Verso · Carina · Celica · Corolla Verso · Corona · Cressida · Crown · Dyna · FunCruiser · GT86 · Hiace · iQ · LiteAce · MR2 · Paseo · Picnic · Previa · Starlet · Tercel · Urban Cruiser · Verso · Verso-S · Yaris Verso